# Казаков Андрій Миколайович
Андрі́й Микола́йович Казако́в — капітан Збройних сил України, учасник російсько-української війни.

## Нагороди
14 серпня 2014 року — за особисту мужність і героїзм, виявлені у захисті державного суверенітету та територіальної цілісності України, вірність військовій присязі під час російсько-української війни, відзначений — нагороджений орденом Богдана Хмельницького III ступеня.